# Jef Vanderveken

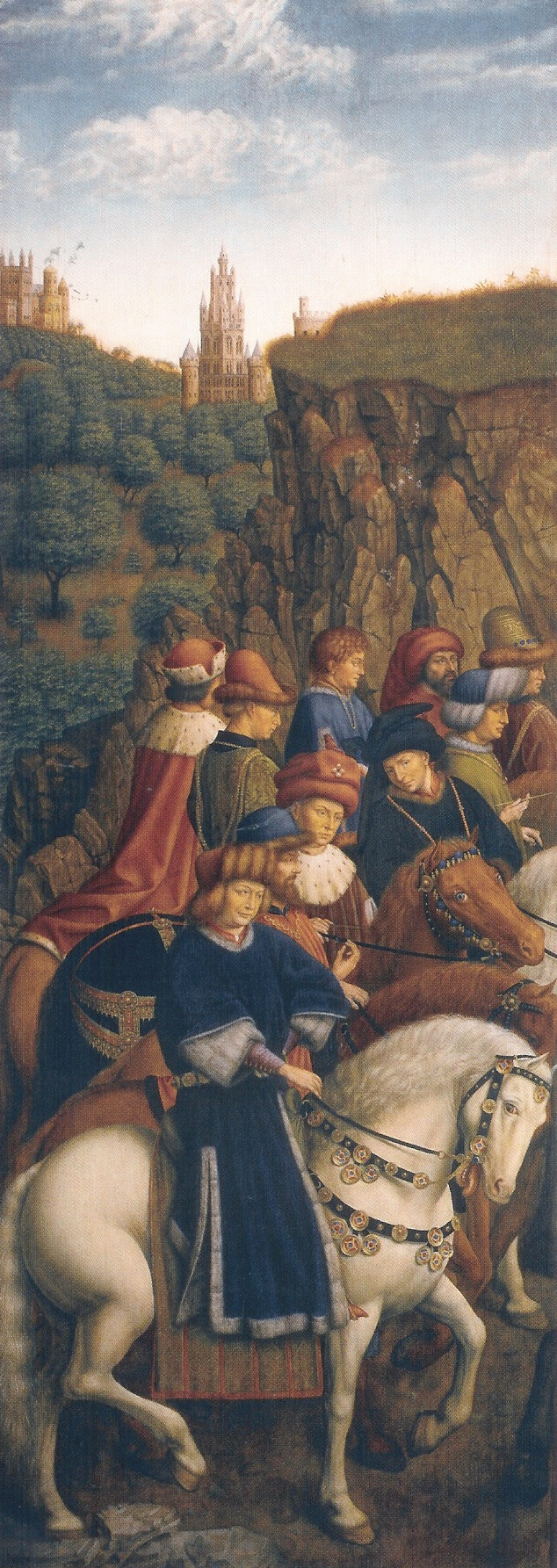
Els Jutges Justos, còpia de
Jef VanderVeken

Jef Vanderveken o Jef van der Veken (Anvers, 1872 - Ixelles, 1964) és un pintor belga, especialista en còpia i restauració d'obres dels Primitius flamencs. Com a restaurador destaquen obres mestres com La Mare de Déu del canonge Van der Paele de Jan Van Eyck.
El cas que li va donar fama internacional va ser la còpia del panell Els Jutges Justos del políptic 'L'adoració de l'Anyell Místic de Jan van Eyck que havia estat robat el 1934 i mai no va ser trobat.

Jef Vanderveken, el 1939, va començar pel seu compte una còpia de l'obra robada. Va fer-ho amb una fusta de roure d'un vell armari que tenia dos segles i fent servir la còpia que Michiel Coxie (1499-1592) havia realitzat per Felip II el 1559. Durant la segona guerra mundial va interrompre el seu treball i el 1945 va iniciar la negociació per a la seva venda amb els responsables de la catedral de Sant Bavó. Vanderveken va demanar 300.000 francs belgues pel seu treball - una suma molt elevada en aquella època - però el consell de l'església no va estar d'acord. Finalment, després de moltes negociacions, s'arribà a un acord l'any 1957 per pagar 75.000 francs l'església i 150.000 francs l'estat belga.
El comportament del copista va aixecar el rumor que la taula era l'original robada i que havia estat repintada per Vanderveken, però una anàlisi radiogràfica el 1986 va demostrar que sota la pintura no hi havia cap altra.